# هاوسان
هاوسان (أو مضاعف حلقي[0.1.2]الينتان) هو ألكان حلقي صيغته C5H8، ويوجد على شكل سائل عديم اللون.
يتألف المركب بنيوياً من حلقي البوتان مندمج مع حلقي البروبان، بشكل يشبه الشكل المبسط للبيت في الرسومات، ومن هنا أتت التسمي الدارجة.
يمكن تحضير المركب مخبرياً انطلاقاً من حلقي البنتاديين.